# At Your Birthday Party
At Your Birthday Party è il terzo album discografico in studio del gruppo musicale rock canadese/statunitense Steppenwolf, pubblicato nel 1969.

## Tracce
1. Don't Cry – 3:11
2. Chicken Wolf – 2:58
3. Lovely Meter – 3:10
4. Round and Down – 3:19
5. It's Never Too Late – 4:07
6. Sleeping Dreaming – 1:07
7. Jupiter's Child – 3:28
8. She'll Be Better – 5:32
9. Cat Killer – 1:37
10. Rock Me – 3:45
11. God Fearing Man – 3:55
12. Mango Juice – 3:01
13. Happy Birthday – 2:16

## Gruppo
- John Kay - voce, chitarra, armonica
- Michael Monarch - chitarra
- Goldy McJohn - organo, piano
- Nick St. Nicholas - basso
- Jerry Edmonton - batteria, voce